# Tabaqui
(Tabaqui in Mowgli - Il figlio della giungla)
Tabaqui (pron. Tabachi) è uno sciacallo immaginario che compare nelle storie di Mowgli raccolte ne Il libro della giungla di Rudyard Kipling.
Viene rappresentato come un nemico del Popolo Libero, in quanto spalla di Shere Khan, la tigre antagonista. L'unica caratteristica positiva del personaggio è l'astuzia, anche se utilizzata per vili scopi. L'eroe Mowgli, infatti, non teme la forza di Shere Khan, bensì gli stratagemmi di Tabaqui. È probabile che il suo nome derivi dall'indostano tabáqi kūtta, cioè "cane leccapiatti".
La sua alleanza con Shere Khan è basata sul comportamento reale degli sciacalli in India, che talvolta formano relazioni commensali con le tigri. Questi sciacalli solitari si attaccano a una determinata tigre, seguendola a distanza di sicurezza allo scopo di nutrirsi delle prede uccise dal grande felino, se necessario avvertendolo con un forte richiamo della presenza di una preda.
Certi biografi sostengono che il personaggio fu ispirato da Harry Holloway, un bullo dell'infanzia di Kipling, mentre altri autori lo considerano come simbolico del parassitismo. La connotazione negativa del personaggio è coerente con la tradizione indiana, che considera lo sciacallo come una personificazione della distruzione e della malvagità.

## Storia

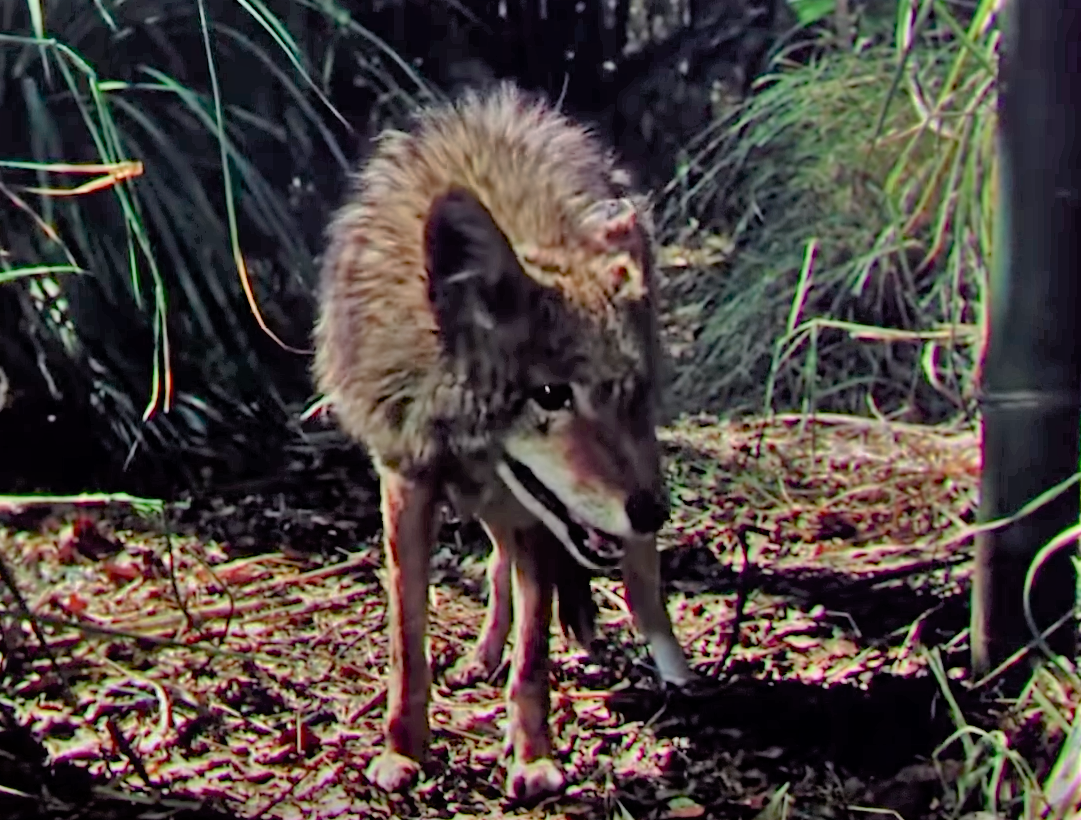
Tabaqui ne Il libro della giungla del 1942.

Tabaqui è uno sciacallo odiato dal popolo libero, data la sua abitudine di raccontare frottole e di cibarsi degli scarti trovati nei mucchi di immondizia. È tuttavia anche temuto, perché è l'animale più propenso a contrarre la rabbia.
Ne I fratelli di Mowgli, Tabaqui si presenta alla tana di Raksha e Babbo lupo, assillandoli con falsa cordialità e con complimenti non richiesti verso i loro cuccioli. Tabaqui viene scacciato quando rivela che il suo padrone, la tigre Shere Khan, è entrato nel territorio del popolo libero. Lo sciacallo si riunisce a Shere Khan mentre sta cacciando degli uomini. Il bambino Mowgli riesce a fuggire, rifugiandosi nella tana dei lupi, dove Tabaqui conduce la tigre. Raksha rifiuta di consegnargli il cucciolo di uomo, che verrà poi formalmente adottato sotto la protezione del branco. Nel corso d'un decennio, Tabaqui si scontra parecchie volte con Mowgli, lo insulta e ne viene picchiato.
Insieme a Shere Khan, Tabaqui comincia a minare l'autorità di Akela, il capobranco del popolo libero, incitando i lupi più giovani a ribellarsi contro di lui. Quando Akela viene spodestato dopo una caccia fallita, Tabaqui informa Mowgli che è richiesto alla Rocca del Consiglio, dove Shere Khan intende vendicarsi per l'umiliazione subita anni prima. Mowgli, armato di un ramo bruciante, ha la meglio su Shere Khan e i lupi ribelli, che paragona a Tabaqui stesso.
In Tigre - Tigre!, tre mesi dopo, Tabaqui accompagna Shere Khan nel suo vecchio territorio presso il fiume Waingunga. Viene trovato da Fratel Bigio, che gli spezza la schiena, dopo averlo costretto a rivelare i piani di vendetta di Shere Khan.

## Altri media

### Libri apocrifi

Tabaqui nella serie animata Il libro della giungla del 1989

Nel romanzo prequel La legge della giungla. La vera storia di Bagheera di Davide Morosinotto, Tabaqui è la prima creatura della giungla a comunicare con Bagheera dopo la sua fuga dal palazzo reale del Seeonee. Lo sciacallo rimprovera Bagheera per aver cacciato nella giungla senza prima annunciare la sua presenza con il Grido di Caccia degli Stranieri, e le consiglia di rendere omaggio a Shere Khan, a cui appartiene il territorio. Successivamente l'orsa Kamala spiega a Bagheera che lo sciacallo e gli altri spazzini hanno un ruolo importante perché nutrendosi di carogne impediscono la diffusione delle malattie.

### Film e Tv
Tabaqui è stato rappresentato in pochi film o serie animate, e di solito come una iena, come nel caso della serie animata Il libro della giungla (Jungle Book Shōnen Mowgli) e i film Mowgli e il libro della giungla del 1998 e Mowgli - Il figlio della giungla del 2018. In quest'ultimo, viene interpretato da Tom Hollander. Il regista Andy Serkis lo descrive come una sorta di agente Stasi di Shere Khan che soffre d'una crisi d'identità, sognando di essere una tigre, ma risvegliandosi sempre da iena. Hollander stesso descrisse Tabaqui come un personaggio moralmente in conflitto, ma anche dolce. Sebbene il film abbia ricevuto recensioni contraddittorie, l'interpretazione di Tabaqui fu lodata dai recensori di Polygon.